# Група Кліфорда
У математиці групою Кліфорда або групою Ліпшиця для невиродженої квадратичної форми на векторному просторі над деяким полем називається деяка підгрупа групи оборотних елементів алгебри Кліфорда для цих простору і квадратичної форми.

## Означення
Нехай K є деяким полем, V — скінченновимірний векторний простір над K,Q — невироджена квадратична форма над V і φ — симетрична білінійна форма асоційована з Q. Нехай також {\displaystyle \operatorname {Cl} (V,Q)} позначає алгебру Кліфорда для відповідного квадратичного простору і {\displaystyle \operatorname {Cl} ^{*}(V,Q)} — групу оборотних елементів цієї алгебри. 
Лінійне перетворення простору V, що переводить вектор v у -v продовжується до перетворення {\displaystyle \alpha } на алгебрі Кліффорда, що називається також головною інволюцією алгебри.
Для {\displaystyle x\in \operatorname {Cl} ^{*}(V,Q)} можна ввести лінійне відображення {\displaystyle \operatorname {Ad} '_{x}} задане як  {\displaystyle \operatorname {Ad} '_{x}(v)=xv\alpha (x)^{-1}.}
Якщо {\displaystyle x\in V} є анізотропним елементом (тобто {\displaystyle Q(x)\neq 0}), то він є оборотним елементом алгебри Кліффорда, {\displaystyle \alpha (x)=-x} і {\displaystyle \alpha (x)^{-1}=-{x \over Q(x)}}. Тоді {\displaystyle \operatorname {Ad} '_{x}(x)=-x.} Якщо ж вектор {\displaystyle v\in V} є ортогональним до {\displaystyle x}, то для добутку Кліффорда {\displaystyle xv=-vx} і {\displaystyle \operatorname {Ad} '_{x}(v)={xxv \over Q(x)}=v.} Тобто у цьому випадку звуження {\displaystyle \operatorname {Ad} '_{x}} на V є відбиттям щодо гіперплощини перпендикулярної до {\displaystyle x}. Зокрема підпростір V алгебри Кліфорда є інваріантним щодо {\displaystyle \operatorname {Ad} '_{x}}. Елементи групи Кліфорда узагальнюють цю властивість.
Група Кліфорда {\displaystyle \Gamma \,} є за означенням множиною оборотних елементів {\displaystyle x\in \operatorname {Cl} ^{*}(V,Q)} алгебри Кліфорда для яких 
{\displaystyle \operatorname {Ad} '_{x}(v)=xv\alpha (x)^{-1}\in V\,}, для всіх {\displaystyle v\in V.}
Спеціальна група Кліфорда (позначається {\displaystyle S\Gamma \,} або {\displaystyle \Gamma ^{0}}) є підгрупою групи Кліфорда,елементи якої належать парній частині градації алгебри Кліфорда.
Ця формула також задає дію групи Кліфорда на векторному просторі V, яка є лінійною і зберігає норму Q і таким чином задається гомоморфізм {\displaystyle \operatorname {Ad} '(x)} групи Кліфорда у ортогональну групу для відповідної квадратичної форми. 

### Властивості
Нехай V є скінченновимірним векторним простором із невиродженою білінійною формою, відповідною алгеброю Кліфорда і групою та спеціальною групою Кліфорда.
- Якщо елемент {\displaystyle x\in \Gamma } то і {\displaystyle x^{t}\in \Gamma }
- Якщо розглядати спінорну норму на групі Кліфорда задану як {\displaystyle N(x)=x^{t}x\,} то {\displaystyle N(x)\in \operatorname {Ker} (\operatorname {Ad} ')} для {\displaystyle x\in \Gamma .}
- {\displaystyle \operatorname {Ker} (\operatorname {Ad} ')=K^{*}} тобто множині ненульових елементів поля K. Також ця множина буде ядром гомоморфізму, якщо його розглядати тільки на спеціальній алгебрі Кліффорда. Зокрема спінорна норма є гомоморфізмом групи Кліфорда у групу K*.
- Образом групи Кліфорда при відображенні {\displaystyle \operatorname {Ad} '} є ортогональна група, образом спеціальної групи Кліфорда при відображенні {\displaystyle \operatorname {Ad} '} є спеціальна ортогональна група.

Для групи Кліфорда це випливає із мультиплікативності спінорної норми і тих фактів, що для {\displaystyle v\in V} спінорна норма {\displaystyle N(v)} є рівною {\displaystyle Q(v)} і для всіх {\displaystyle x\in \Gamma } також {\displaystyle N(x)\in K^{*}.} Тоді, якщо {\displaystyle w=\operatorname {Ad} '(x)v} то {\displaystyle Q(w)=N(w)=N(xv\alpha (x)^{-1})=N(x)N(v)N(\alpha (x)^{-1})=N(v)=Q(v).} Тобто {\displaystyle \operatorname {Ad} '(x)} є ортогональним відображенням. Оскільки всі відбиття для анізотропних векторів належать {\displaystyle \operatorname {Ad} '(\Gamma )} і згідно теореми Картана — Дьєдонне такі відображення породжують ортогональну групу, то {\displaystyle \operatorname {Ad} '} є сюр'єктивним.
- На основі попередніх властивостей одержуються точні послідовності:

{\displaystyle 1\rightarrow K^{*}\rightarrow \Gamma \rightarrow O_{V}(K)\rightarrow 1,\,}
{\displaystyle 1\rightarrow K^{*}\rightarrow \Gamma ^{0}\rightarrow SO_{V}(K)\rightarrow 1.\,}
- Група Кліфорда породжується множиною анізотропних елементів простору V. Спеціальна група Кліфорда є підгрупою добутків парної кількості анізотропних елементів простору V.